# Karl Wrabetz (Chemiker)
Karl Wrabetz (* 7. Februar 1928 in Braunau, Tschechoslowakei, als Karl Erwin Wrabetz; † 28. Oktober 1997 in Leverkusen) war tschechoslowakisch-deutscher Physiko-Chemiker und Schriftsteller.

## Leben
Zum Kriegsende flüchteten die Eltern mit ihm nach Fürth/Bayern, wo er auch seine Schulzeit verbrachte. Er studierte in Bamberg Chemie mit dem Schwerpunkt Physikalische Chemie. Nach der Promotion war er von 1955 bis 1992 leitender Angestellter der Bayer AG und lebte mit Frau und drei Kindern in Leverkusen. Er starb 1997 durch Freitod.

## Leistungen
Als analytischer Chemiker und späterer Gruppenleiter der physikalischen Analytik im Organisch-Analytischen Labor (OAL) war er mit der Einführung der seinerzeit neu aufkommenden bahnbrechenden Analysentechnik Gaschromatographie im Labor beauftragt. Er ist Autor und Co-Autor mehrerer wissenschaftlichen Arbeiten. Insbesondere erstere Analysenmethode wurde anfänglich im Labor mit selbst gebauten Instrumenten durchgeführt, die nicht von ungefähr an Kühlerkolonnen der verwandten Destillationstechnik erinnerten, bevor die Analysen-Geräteindustrie kommerzielle Geräte entwickelte.
Ab 1980 war Karl Wrabetz auch umfangreich schriftstellerisch tätig. Allerdings hat er seine Romane, Essays und Theaterstücke nicht mehr selbst veröffentlicht. 1983 gewann er den 2. Autorenwettbewerb des Fonds der Chemischen Industrie mit einer Kurzgeschichte zum Thema Chemie geht uns alle an. Weiterhin ist er Autor der Auftragspublikation der damaligen Zentralen Analytik der Bayer AG zum Thema 100 Jahre Organisch-analytisches Labor der Bayer AG. Postum erschien im Juni 2013 ein Bridge-Roman aus seinem Nachlass – eine Geschichte über Intrigen, Leben und Sterben der Mitglieder eines Bridgeklubs im Dunstkreis des Großunternehmens, zu dem auch er gehörte. Herausgeber seines Literarischen Vermächtnisses, aus dem weitere Veröffentlichungen geplant sind, ist Leo Kaceem.

## Publikationen
- Über galvanische Zellen mit Sulfidelektroden. In: Z. für Elektrochemie. Band 60, Nr. 7, 1955, S. 722–731, doi:10.1002/bbpc.19560600708 (wiley.com).
- Karl Wrabetz, Werner Sassenberg: Die gaschromatographische Analyse von Phenol-Kresol-Xylenol-Gemischen unter besonderer Berücksichtigung des o-Kresolgehalts in Trikresylphosphat. In: Fresenius’ Zeitschrift für Analytische Chemie. Nr. 179, 1961, S. 333–342, doi:10.1007/BF00462685.
- Werner Sassenberg, Karl Wrabetz: o-Phthalsäure-di-(3,3,5-trimethylcyclohexyl)-ester als stationäre Phase für die Gaschromatographie von Phenolderivaten. In: Fresenius’ Zeitschrift für Analytische Chemie. Nr. 184, 1961, S. 423–427, doi:10.1007/BF00464503.
- Nachweis von aromatischen Aminen und N-Heterocyclen durch photochemische Farbreaktionen. In: Fresenius' Zeitschrift für Analytische Chemie. Nr. 246, 1969, S. 258–259, doi:10.1007/BF00454560.

## Werke
- Karl Wrabetz: Mahlmanns Gedanken an einem gewöhnlichen Arbeitsplatz. In: Fonds der Chemischen Industrie (Hrsg.): 2. Autorenwettbewerb 1984 des Fonds der Chemischen Industrie im Verband der Chemischen Industrie e. V. Nr. 22, 1986, ISSN 0174-2728.
- Ein analytisches Laboratorium war auch noch nicht da, Karl Wrabetz, Zentrale Forschung der Bayer AG, 1992, im Selbstverlag
- Der Klub, Bridge-Roman, Karl Wrabetz, Verlag epubli Berlin, 2013, ISBN 978-3-8442-5899-8